# Nuestro amor
Nuestro amor è il secondo album in studio del gruppo musicale pop messicano RBD, pubblicato nel 2005.

## Tracce
1. Nuestro amor – 3:33
2. Me voy – 3:25
3. Feliz cumpleaños – 2:58
4. Este corazón – 3:29
5. Así soy yo – 3:08
6. Aún hay algo – 3:34
7. A tu lado – 3:47
8. Fuera – 3:36
9. Que fue del amor – 3:44
10. Qué hay detrás – 3:17
11. Tras de mí – 3:11
12. Solo para ti – 3:41
13. Una canción (Live) – 3:43
14. Liso, sensual – 3:12

## Brani
Il brano Me voy è una versione in lingua spagnola della canzone Gone di Kelly Clarkson inserita nell'album Breakaway.

## Formazione
- Anahí
- Dulce María
- Alfonso Herrera
- Maite Perroni
- Christian Chávez
- Christopher Uckermann